# المعركة البحرية الجزائرية التونسية 1811
الحرب البحرية الجزائرية التونسية عام 1811 هي اشتباك بحري وقع في 22 ماي 1811 بين الأسطول الجزائري بقيادة رأس حميدو والأسطول التونسي بقيادة محمد مورالي ، المعروف أيضًا باسم المورالي.

## التاريخ
كانت العلاقات بين ريجنسي تونس وإيالة الجزائر متوترة إلى حد ما بعد انتخاب داي الجزائر ، الحاج علي ، وسرعان ما تم إعلان الحرب  وبينما كان علي يجمع قواته على الأرض ، أوكل الجبهة البحرية إلى طائفة الرياس ، وهي نوع من السرايا التي تمثل رؤساء السفن ومصالحهم 
خلال عامي 1810 و1811 ، استولى الأميرال الجزائري ، حميدو بن علي ، المعروف باسم رايس حميدو ، على العديد من السفن التجارية التونسية ، بالإضافة إلى سفينة إنجليزية كانت تنقل البضائع التونسية. تسببت هذه المداهمات في خسائر تجاوزت 144000 فرنك للتونسيين.

## السيرورة
يلتقي الأسطولان الجزائري والتونسي في 22 مايو قرب سوسة .
بينما تلتقي سفن حميدو ومورالي مباشرة ، تمتنع السفن الأخرى في الأسطول في الغالب عن القتال وتتصادم في بعض الأحيان فقط 
بعد حوالي ست ساعات من القتال ، ضعفت السفينة الحربية التونسية بشدة وأصيب قائدها بجروح خطيرة. يستسلم ويخفض علمه . حاولت السفن الأخرى التابعة للأسطول التونسي ، عندما رأت قائدها يستسلم ، إطلاق سراحه ، لكن بعد عدة عمليات ، تراجعت إلى المنستير . تنتهي المعركة في وقت قريب من صلاة العصر.
منتصرًا ، عاد رايس حميدو إلى الجزائر ، حاملاً معه الفرقاطة التونسية التي تم الاستيلاء عليها.